# Jätten (film, 1956)

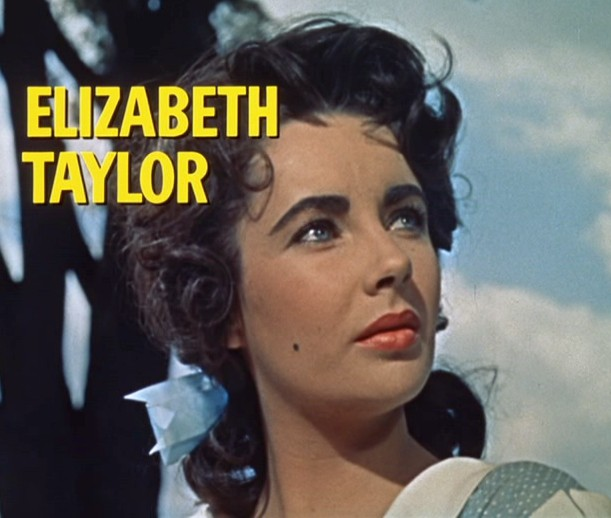
Elizabeth Taylor i en trailer till filmen.

Jätten (engelska: Giant) är en amerikansk dramafilm från 1956, producerad och regisserad av George Stevens. Manuset är baserat på romanen med samma titel av Edna Ferber.

## Handling
Jordan Benedict (Rock Hudson) kommer från Texas till familjen Lynnton, för att köpa hästar till sin stora ranch i öknen. Han blir kär i herr Lynntons dotter Leslie (Elizabeth Taylor), och kärleken är besvarad. De gifter sig omedelbart och åker tillsammans till Texas. Men det uppstår problem ganska snart. Leslie är från en annan kultur, där man är vänlig mot alla - i motsats till hennes man, som inte vill ha något med indianer och andra "mexisar" att göra.

## Rollista i urval
| Elizabeth Taylor     | – Leslie Lynnton Benedict                                                 |
| Rock Hudson          | – Jordan "Bick" Benedict, Jr.                                             |
| James Dean           | – Jett Rink (Nick Adams bidrog med kompletterande dialog efter Deans död) |
| Jane Withers         | – Vashti Snythe, Leslies bästa vän                                        |
| Robert Nichols       | – Mort "Pinky" Snythe, Vashtis make                                       |
| Chill Wills          | – Uncle Bawley, Bicks farbror                                             |
| Mercedes McCambridge | – Luz Benedict, Bicks syster                                              |
| Carroll Baker        | – Luz Benedict II, Leslies och Bicks dotter                               |
| Dennis Hopper        | – Jordan Benedict III, Leslies och Bicks son                              |
| Fran Bennett         | – Judy Benedict, Leslies och Bicks dotter                                 |
| Earl Holliman        | – Robert "Bob" Dace, Judys make                                           |
| Elsa Cárdenas        | – Juana Guerra Benedict, Jordan III:s hustru                              |
| Paul Fix             | – Dr Horace Lynnton, Leslies pappa                                        |
| Judith Evelyn        | – Mrs Nancy Lynnton, Leslies mamma                                        |
| Carolyn Craig        | – Lacey Lynnton, Leslies syster                                           |
| Rod Taylor           | – Sir David Karfrey, Laceys make                                          |
| Sal Mineo            | – Angel Obregón II                                                        |
| Charles Watts        | – Domare Oliver Whiteside                                                 |
| Maurice Jara         | – Dr Guerra                                                               |
| Alexander Scourby    | – Old Polo                                                                |
| Mickey Simpson       | – Sarge, ägare av Sarge's Diner                                           |
| Noreen Nash          | – Lona Lane                                                               |

## Om filmen
Filmen hade biopremiär i USA den 10 oktober 1956. Den blev James Deans tredje och sista storfilm. Den 30 september 1955, en vecka efter inspelningens slut, omkom han i en bilolycka.

### Fotnoter
1. ↑  ”Giant” (på engelska). Box Office Mojo. 10 oktober 1956. http://www.boxofficemojo.com/movies/?id=giant.htm. Läst 23 januari 2017.